# Équipe cycliste Gitane-Hutchinson
Pour les autres équipes sponsorisées par les Cycles Gitane, voir Équipe cycliste Gitane .
L'équipe cycliste Gitane-Hutchinson est une équipe cycliste française sur route, active entre 1949 et 1956. 

## Histoire
En 1948, Gitane et Stella (Stella est une marque de cycles) sponsorisent trois coureurs, dont Amand Audaire qui gagne le Circuit de l'Aulne à Châteaulin. En 1949, Gitane s'associe aux pneus Hutchinson pour créer une équipe à part entière. Le maillot est bleu à bande blanche. Audaire remporte le  Circuit de Plouay. En 1950, il conserve son titre, tandis que Marius Bonnet gagne le Tour du Sud-Est. Fin 1956, l'équipe s'arrête.

## Principales victoires

### Courses d'un jour
- Circuit de Plouay : 1949 et 1950 (Amand Audaire)
- Paris-Clermont-Ferrand : 1951 (Édouard Muller)
- Paris-Camembert : 1952 (Robert Varnajo), 1954 (Gilbert Bauvin) et 1955 (Jean-Marie Cieleska)
- Paris-Tours : 1952 (Raymond Guégan)
- Paris-Bourges : 1953 (Robert Varnajo) et 1955 (Jean-Marie Cieleska)
- Circuit du Morbihan : 1955 (Jean-Marie Cieleska)

### Courses par étapes
- Tour du Sud-Est : 1950 (Marius Bonnet)